# Voetbalkampioenschap van Midden-Elbe 1907/08
In 1907/08 werd het derde Voetbalkampioenschap van Midden-Elbe gespeeld, dat georganiseerd werd door de Midden-Duitse voetbalbond. Magdeburger FC Viktoria 1896 werd kampioen en plaatste zich voor de Midden-Duitse eindronde. De club versloeg SC Erfurt 1895 met 6:2 en Chemnitzer BC met 8-2, maar verloor dan de finale van Wacker Leipzig na verlengingen.

## 1. Klasse
| Plaats | Club                                 | Wed. | W  | G | V  | Saldo | Ptn. |
| ------ | ------------------------------------ | ---- | -- | - | -- | ----- | ---- |
| 1.     | Magdeburger FC Viktoria 1896         | 10   | 10 | 0 | 0  | 65:8  | 20:0 |
| 2.     | FuCC Cricket-Viktoria 1897 Magdeburg | 10   | 8  | 0 | 2  | 52:15 | 16:4 |
| 3.     | Magdeburger SC Germania 1898         | 10   | 4  | 1 | 5  | 35:32 | 9:11 |
| 4.     | Magdeburger SC 1900                  | 10   | 4  | 0 | 6  | 10:32 | 8:12 |
| 5.     | FC Weitstoß 1898 Magdeburg           | 10   | 3  | 1 | 6  | 25:53 | 7:13 |
| 6.     | Magdeburger SC Preußen 1899          | 10   | 0  | 0 | 10 | 4:51  | 0:20 |

|  | Kampioen, geplaatst voor Midden-Duitse eindronde |
|  | Degradatie                                       |